# جشنواره فیلم اندونزی
جشنواره فیلم اندونزی (اندونزیایی: Indonesian Film Festival) که به اختصار «FFI» نامیده می‌شود، یک مراسم سالیانهٔ اهدای جایزه به برترین دستاوردهای سینمایی در کشور اندونزی است.
این جشنواره در سال ۱۹۵۵ میلادی با عنوانِ «پکان آپره‌سیاسی فیلم ناسیونال» آغاز به کار کرد و سپس از سال ۱۹۷۳ میلادی به «جشنواره فیلم اندونزی» تغییر نام داد.
این جایزهٔ سینمایی، معادلِ اندونزیاییِ جایزه اسکار در ایالات متحده آمریکا است.